# گورستان مالگاه چال صوفیاسر
گورستان مالگاه چال صوفیاسر مربوط به هزاره ۱ق.م. است و در شهرستان سیاهکل، بخش دیلمان، دهستان دیلمان، روستای صوفیاسر واقع شده و این اثر در تاریخ ۷ اسفند ۱۳۸۶ با شمارهٔ ثبت ۲۱۵۲۱ به‌عنوان یکی از آثار ملی ایران به ثبت رسیده‌است.